# Большое Крутое
Большое Крутое — исчезнувшая деревня, находившаяся на территории современного городского округа Шаховская Московской области. Прекратила существование в 1942 году в результате уничтожения её оккупационными войсками Германии и Финляндии и пленения жителей.

## География
Деревня находилась в юго-западной части Волоколамского уезда Московской губернии, в 1 версте от границы Гжатского уезда Смоленской губернии. Ближайшие населённые пункты по состоянию на 1926 год — Малое Крутое на севере, Косилово на востоке и Новосёлки на юге. Последнего населённого пункта теперь тоже не существует. Большое Крутое располагалось в осевой части Смоленско-Московской возвышенности с её холмистым рельефом. Одно из прежних названий деревни — Сулиды — сохранилось в названии Сулицкой горы, песчаного холма с абсолютной высотой 274 метра, в геоморфологическом отношении представляющего собой кам, образовавшийся в результате таяния Московского ледника.

## История
В 1769 году Сулиды — деревня Хованского стана Волоколамского уезда Московской губернии в составе владения коллежского советника Владимира Фёдоровича Шереметева. В деревне 9 дворов и 34 души мужского пола, то есть население деревни составляло около 70 человек.
В девятнадцатом веке название деревни изменяется: теперь на картах указывают населённый пункт Крутая (например, на карте Шуберта 1860 года) или Крутое. В «Списке населённых мест» 1862 года Крутое — владельческая деревня 1-го стана Волоколамского уезда Московской губернии по правую сторону Московского тракта, шедшего от границы Зубцовского уезда на город Волоколамск, в 48 верстах от уездного города, при реке Рузе, с 18 дворами и 177 жителями (81 мужчина, 96 женщин).
В 1913 году в деревне Крутое Серединской волости Волоколамского уезда 42 двора.
В 1925 году в составе Серединской волости был создан Крутовский сельсовет, включавший деревни Большое Крутое и Малое Крутое. В следующем, 1926 году Крутовский сельсовет присоединили к Косиловскому, но уже в 1927 году восстановили в прежних границах, сменив название. Теперь эта административно-территориальная единица называлась Большекрутским сельсоветом.
По материалам Всесоюзной переписи населения 1926 года в Большом Крутом было 67 дворов, проживало 342 человека, в том числе 160 мужчин и 182 женщины. В 1929 году Большое Крутое вошло в состав Шаховского района Московской области.
В 1930 году, в ходе коллективизации, единоличные крестьянские хозяйства Большого Крутого и Новосёлок были объединены в колхоз «Путь Ленина». Во время Второй мировой войны Большое Крутое было оккупировано немецкими и финскими войсками. Освобождено 24 января 1942 года в ходе битвы за Москву. При отступлении оккупанты сожгли деревню, а всех жителей угнали в плен. Та же участь постигла и жителей окрестных деревень, но в Малое Крутое, Спас-Вилки, Косилово люди после освобождения вернулись. В Большое Крутое не вернулся никто, и так деревня прекратила существование.
После войны земли бывшей деревни использовались как сельскохозяйственные угодья, но после 1993 года Ново-Александровский совхоз, который обрабатывал эти земли, начал испытывать значительные экономические трудности. Пашня и сенокосные угодья были заброшены и стали зарастать мелколесьем. С 2013 года на месте Большого Крутого работает крестьянско-фермерское хозяйство В. В. Ройгаса, которое специализируется на мясном и молочном скотоводстве. В западной части бывшей деревни построена и действует ферма.

## Транспорт
Через Большое Крутое проходит региональная автодорога 46К-9200, соединяющая Середу и Вазузскую гидротехническую систему (ВГТС). На месте, где раньше располагался центр деревни, теперь находится поворот на смоленскую региональную дорогу 66К-39, ведущую в Петушки и Карманово.
Через бывшую деревню Большое Крутое проезжают автобусы из Шаховской в Малое Крутое и Спас-Вилки. По состоянию на декабрь 2019 года автобусной остановки здесь нет.

## Галерея
- Фрагмент карты РККА, показывающий Большое Крутое и окрестные деревни в 1939 году
- Магазин "Лавка фермера" в крестьянско-фермерском хозяйстве В.В. Ройгаса, расположенном на месте деревни Большое Крутое
- Сукцессия на суходольном лугу. Здесь до 1942 года было Большое Крутое
- Ферма на месте бывшей деревни. Отрасль специализации этого хозяйства - молочное и мясное скотоводство